# Vitória Quilembá
Vitória Quilembá (ou Victoria Quilemba, parfois Quilemba) est une localité de Sao Tomé-et-Principe située au nord-est de l'île de São Tomé, dans le district de Mé-Zóchi, à proximité de Laura et Pinheira. C'est une ancienne roça.

## Population
Lors du recensement de 2012, 14 habitants y ont été dénombrés.

## Roça
Elle est toujours aux mains de la même famille depuis l'ère coloniale.